# ルイ・ド・ボナール

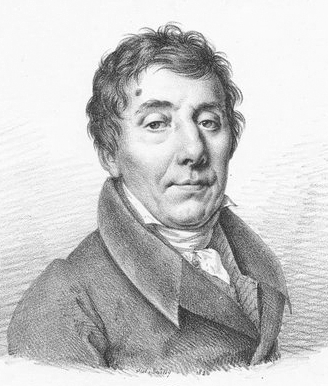
ルイ・ガブリエル・ド・ボナール

ルイ・ガブリエル・アンブロワーズ・ド・ボナール (Louis Gabriel Ambroise, Vicomte de Bonald, 1754年10月2日 - 1840年11月23日）は、フランスの著述家、反革命哲学者、政治家。
アヴェロンのミロー近郊にあるル・モナで生まれた。1791年に革命思想を嫌って亡命し、コンデ公の軍に参加したが、その後すぐにハイデルベルクに落ち着いた。そこで1796年に最初の、重要にして大変保守的な著作である"Theorie du pouvoir politique et religieuix"を著したが、その中において彼は君主制を擁護し、ブルボン家の復帰を予言したためにこの著作は総裁政府によって非難された。
フランスに戻ると、ボナールは自らが疑惑に晒されていることに気付き引退を余儀無くされた。1806年に、彼はフランソワ＝ルネ・ド・シャトーブリアン、ジョゼフ・フィエヴェと組んで「メルクール・ド・フランス」誌の運営に参加した。1808年には皇帝ナポレオン1世から文部大臣、さらには彼がかつてよく攻撃していた帝立大学の顧問に任命された。1816年から彼はアカデミー・フランセーズの成員であり、1815年から1822年まで代議士であった。彼の演説は非常に保守的で、文学の検閲を主張した。
1822年に、彼は国王ルイ18世から国務大臣に任命され、検閲委員会の議長となった。翌1823年に子爵に叙されたが、1830年に宣誓を拒否したことによってその爵位を失うこととなった。それ以降は公務には全く携わらず故郷のル・モナに引退し、その地で亡くなった。
ボナールは、ジョゼフ・ド・メーストル、フェリシテ・ド・ラムネー、ピエール・シモン・バランシュ、フェルディナント・デックシュタインを含む神政主義的、伝統主義的学派の代表的な著作家である。彼の著作は社会哲学と政治哲学が主題であり、究極的には言語の神的な起源という1つの壮大な原理に基づいている。彼自身の言葉によれば"pense sa parole avant de parler sa pensee"、即ち最初の言語は全ての真理の本質を含んでいる。ここから彼は、神の存在、聖書の神的起源とそれによる最高の権威、そして教会の無謬性を演繹した。
この思想が彼の全ての推論の根源にある一方で、常に適用される1つの公式が存在する。即ち、全ての関係は原因、意味、結果の3つによって言明される、というものである。それは全自然を通じて繰り返されていると彼は考えた。従って宇宙においては第一原因を動力者、運動を意味、体を結果としてとらえ、国家においては力を原因、大臣達を意味、臣民を結果としてとらえる。家族においては、同様の関係が父親、母親、子供によって例証されている。これらの3つの用語はお互いに特定の関係を帯びている。第一のものは第二のものに対応するが如くに、第二のものは第三のものに対応する。従って宗教世界の壮大な三者、即ち神・キリスト・人間は、神人が人間に対する如く神は神人に対している。この基礎から彼は政治的絶対主義の体系を構築した。
ボナールの文体は大変美しく華麗であるが単純で力強い。多くの実り多い思想が彼の著作にばら撒かれているが、彼の力は立論の説得力にあるというよりも、むしろその発言の活力と誠実さにある。
彼には4人の息子がいるが、その中でもヴィクトールとルイ・ジャック・モーリスが有名である。特に後者は後に枢機卿となったことで知られている。